# Хидеаки Китаџима
Хидеаки Китаџима (јап. 北嶋 秀朗; 23. мај 1978) бивши је јапански фудбалер.

## Каријера
Током каријере је играо за Кашива Рејсол, Шимицу С-Пулс и Roasso Kumamoto.

## Репрезентација
За репрезентацију Јапана дебитовао је 2000. године. За тај тим је одиграо 3 утакмице и постигао 1 гол.

## Статистика
| Јапан  | Јапан   | Јапан  |
| Година | Наступи | Голови |
| ------ | ------- | ------ |
| 2000.  | 3       | 1      |
| Укупно | 3       | 1      |